# Municipio de Säffle
Säffle (en sueco: Säffle kommun) es un municipio de la provincia de Värmland, en el suroeste de Suecia. Su sede se encuentra en la localidad de Säffle. El municipio actual se creó en 1971 cuando la ciudad de Säffle se fusionó con los municipios rurales circundantes.

## Localidades
Hay tres áreas urbanas (tätort) en el municipio:
| # | Tätort       | Población |
| - | ------------ | --------- |
| 1 | Säffle       | 9394      |
| 2 | Svanskog     | 487       |
| 3 | Värmlandsbro | 278       |

## Ciudades hermanas
Säffle esta hermanado o tiene tratado de cooperación con:
- Hol, Noruega
- Hagenow, Alemania
- Mäntyharju, Finlandia
- Antsla, Estonia
- Telavi, Georgia
- Ptuj, Eslovenia
- Ningde, China